# Babel FM

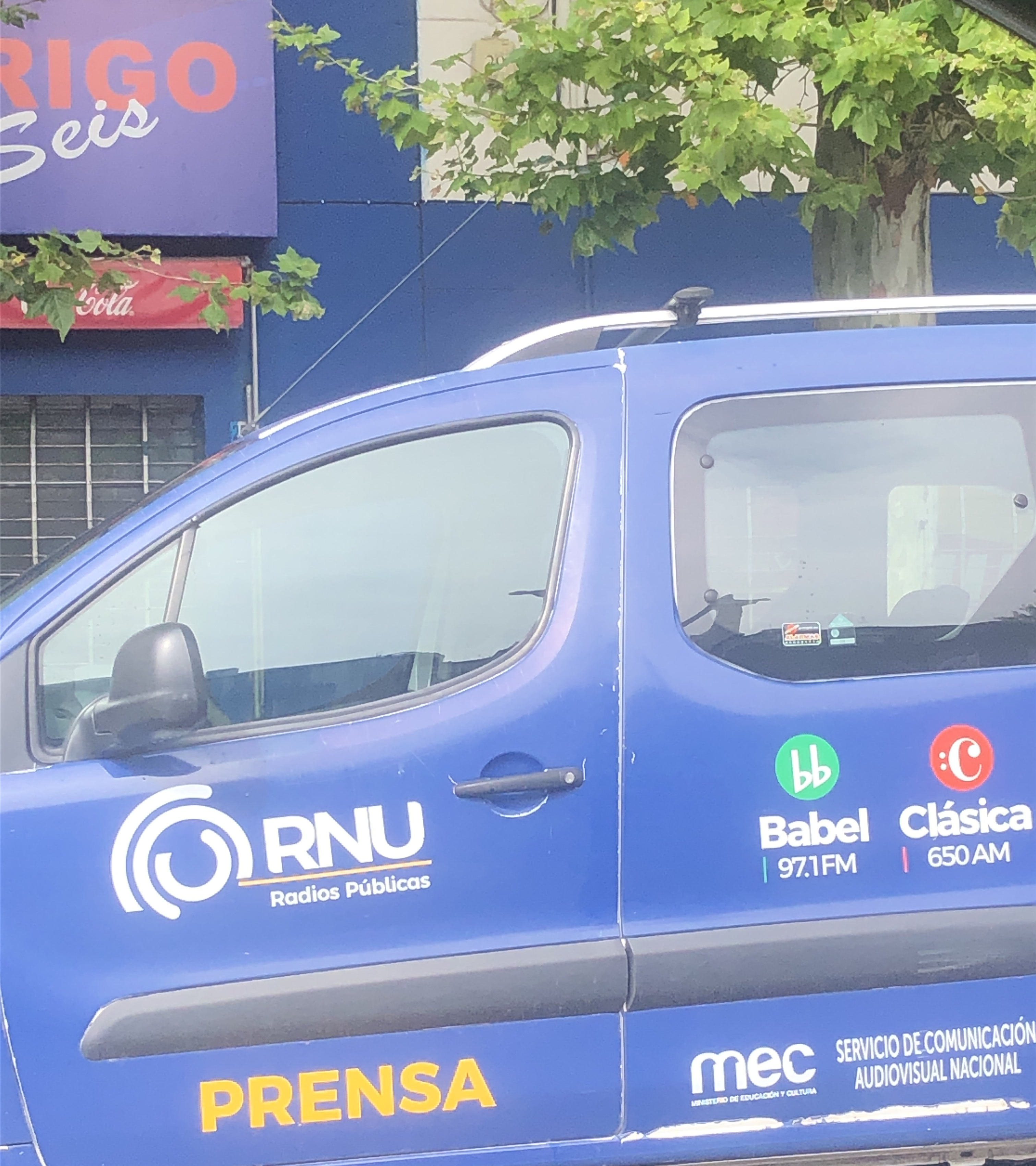
Móvil de Babel FM

Babel FM es una emisora de radio uruguaya perteneciente al sistema público de radiodifusión. Su programación es musical, haciendo especial hincapié en la música del mundo.

## Historia
En los años setenta, con el auge de las señales de frecuencia modulada, pero también para llegar a un público más joven, el Servicio de Radiodifusión del SODRE adquiere y crea la emisora, en ese momento denominada como FM SODRE 97.1. En sus primeros años simplemente retransmitió la programación de las frecuencias de amplitud modulada del instituto. 
En 2006, con la restructuración de las radios oficiales bajo la gestión de Sergio Sacomani, se la denominó como Babel FM y su programación se enfocó en el público juvenil, pero también en la difusión diversas de distintos géneros musicales, tales como música instrumental, bossa nova, jazz y tango electrónico. Todos los meses del año, artistas o personas destacadas de la cultura, son invitados a ser y a convertirse en los programadores invitados de la emisora.